# Ідея Банк (Румунія)
Ідея Банк (рум. Idea Bank; раніше Румунський Міжнародний Банк; рум. Romanian International Bank) — румунський банк, що базується в Бухаресті. Почав свою діяльність у 1998. Основним акціонером є польський мільярдер Лешек Чарнецький.
Наприкінці 2013 Румунський міжнародний банк продано Idea Bank, польському банку, контрольованому Getin Holding.
У квітні 2014  його діяльність продовжилася під новим брендом Idea Bank.
З 2015 банк має 35 філій по всій країні та обслуговує в основному 2 клієнтські сегменти: фізичні особи (роздрібна торгівля) та малі та середні підприємства.